# 何士麟
何士麟（1474年—？），字肇周，廣西梧州府蒼梧縣人，民籍，明朝政治人物。

## 生平
廣西鄉試第十七名舉人。弘治十五年（1502年）中式壬戌科會試第一百六十三名，三甲第四十三名進士。任将乐知县。修弘治乙丑《将乐县志》。

## 家族
曾祖何友泉；祖父何通海，壽官；父何繼宗，知縣。母張氏。